# Tetrablemma extorre
Tetrablemma extorre là một loài nhện trong họ Tetrablemmidae.
Loài này thuộc chi Tetrablemma. Tetrablemma extorre được Shear miêu tả năm 1978.